# Crisis en Corea de 2013
La crisis en Corea de 2013 (en coreano: 2013년 한반도 위기 o 북한 위기, 한반도 긴장) fue una escalada de tensiones que se desencadenó en febrero de 2013, debido a una prueba nuclear realizada por parte de Corea del Norte en respuesta a la resolución 2087 del Consejo de Seguridad de la ONU solicitada por Estados Unidos, que lo sancionó por el lanzamiento del satélite Kwangmyongsong-3 2.
La prueba nuclear llevó a Estados Unidos a solicitar nuevamente al Consejo de Seguridad la aplicación de más sanciones contra el gobierno norcoreano, lo que se produjo a través de la resolución 2094. Días después, Corea del Sur y Estados Unidos anunciaron que se reforzarían las maniobras militares conjuntas que llevan a cabo anualmente. En respuesta a estas maniobras, Corea del Norte anuló el pacto de no agresión que mantenía con Corea del Sur y cortó las líneas de comunicación directas con su vecino.
El 29 de marzo, dos bombarderos B-2A estadounidenses con capacidad nuclear lanzaron proyectiles frente al mar de Corea. lo que fue considerado por Pionyang como el inicio de la guerra contra su nación. El 30 de marzo, Corea del Norte anunció su entrada en «estado de guerra».
A mediados de abril, tanto Corea del Sur como Corea del Norte han realizado propuestas para iniciar el diálogo entre las partes, pero no han sido aceptadas por sus contrapartes por las condiciones iniciales para reunirse.
Desde la finalización de la guerra de Corea con un armisticio en 1953, la tensión en la península coreana nunca ha desaparecido, debido a la sucesión de diversos movimientos militares a ambos lados de la frontera y en los mares adyacentes por parte de los dos países y el resto de potencias regionales.

## Antecedentes

### Lanzamiento del Kwangmyŏngsŏng-3 2
El 12 de diciembre de 2012, para conmemorar los 100 años del nacimiento del fundador de la república Kim Il-sung, Corea del Norte lanzó al espacio un satélite artificial denominado Kwangmyŏngsŏng-3 2.
Tras el lanzamiento, y a petición de los Estados Unidos, el Consejo de Seguridad de la ONU aprobó nuevas sanciones contra el país socialista bajo el alegato de que el lanzamiento en realidad se trató de una prueba de un misil balístico. El lanzamiento sorprendió a muchos y diversos medios de prensa del mundo incluyendo medios de China, Rusia y Japón publicaron que Corea del Norte había entrado en la fila de los países capaces de fabricar y lanzar satélites en el mundo. La Comandancia de Defensa Aeroespacial de América del Norte informó que tanto el satélite como el lanzador espacial y sus residuos "no vienen a ser factores amenazantes para la seguridad de Estados Unidos."
El gobierno norcoreano aseguró que el lanzamiento fue única y exclusivamente para poner un satélite en órbita, negando que se tratara de una prueba bélica. El 22 de enero el gobierno norcoreano procedió a registrarlo ante las Naciones Unidas indicando que se trata de un satélite de observación de la Tierra destinado a vigilar los cultivos, los recursos forestales y los desastres naturales y que tiene un periodo nodal de 95 minutos 25 segundos.
Sin embargo, la mayoría de las naciones del mundo condenaron la acción, incluso China -que por un pacto militar está obligada a defender Corea del Norte en caso de agresión- aseguró no estar de acuerdo con lo acontecido. Además, los históricos rivales de Corea del Norte, Estados Unidos, Japón y Corea del Sur afirmaron que esto se trataba de una prueba militar y con fines bélicos; con la única misión de provocar a sus adversarios políticos.
Después del lanzamiento, los norcoreanos celebraron el acontecimiento. Al día siguiente, Corea del Norte realizó una multitudinaria celebración en la plaza Kim Il-sung en Pionyang para dar a conocer lo exitoso de la operación.

### Resolución 2087 del Consejo de Seguridad de la ONU
Después del lanzamiento y a petición de Japón, Estados Unidos y Corea del Sur, el Consejo de Seguridad de la ONU realizó una reunión para tratar el acontecimiento y como resultado, emitieron una declaración presidencial donde los 15 miembros del consejo consideraban que el lanzamiento había sido una prueba de misil balístico.
Finalmente, el 22 de enero de 2013, se llegó a la conclusión de sancionar a Corea del Norte por el lanzamiento del satélite, al que el Consejo de Seguridad consideró como una prueba de misil balístico. Por su parte Corea del Norte denunció que las sanciones del Consejo de Seguridad fueron impuestas bajo el patrocinio de Estados Unidos con el fin de entorpecer el desarrollo económico y tecnológico norcoreano, afirmando que la tecnología de cohetes empleada para el lanzamiento de satélites es la misma que la usada para los misiles balísticos.

### Respuesta de Corea del Norte
Tras las sanciones del Consejo de Seguridad de Naciones Unidas, el 23 de enero el gobierno de Corea del Norte anunció la continuación de sus pruebas y que ya no sólo se dedicarían a misiles, sino netamente al esfuerzo nuclear con fines bélicos. Además, amenazaron directamente a su enemigo estadounidense, anunciando que podrían lanzar misiles de largo alcance contra ese país.

«No ocultamos que lanzaremos una serie de satélites y cohetes de largo alcance y llevaremos a cabo pruebas nucleares de nivel superior en la próxima nueva fase de la lucha contra Estados Unidos, el enemigo jurado del pueblo coreano»
Comisión Nacional de Defensa de Corea del Norte

El gobierno norcoreano acusó a Estados Unidos de liderar en Naciones Unidas un “movimientos contra el Norte sin precedentes” y obstaculizar mediante nuevas sanciones los esfuerzos de Pionyang para desarrollar su economía. La televisión estatal declaró que “este hecho ha probado una vez más que el Norte debe defender su soberanía por sí mismo. Ha quedado claro que no puede haber desnuclearización de la península coreana antes de que el mundo se haya desnuclearizado”.
Luego de estas declaraciones, Estados Unidos pidió al país asiático no realizar un tercer ensayo nuclear (los dos primeros fueron en 2006 y 2009). Los norteamericanos enviaron a Corea del Norte a Glyn Davies para evitar este tercer ensayo.

## Prueba nuclear
El 12 de febrero de 2013 Corea del Norte realizó un tercer ensayo nuclear subterráneo. La prueba atómica fue la más poderosa en la historia del país y ocasionó un sismo estimado entre los 4'9 y 5'2 grados en la escala de Richter, según los reportes del Servicio Geológico de los Estados Unidos y sus semejantes de China, Corea del Sur y Japón. Las coordenadas del epicentro fueron 41°18′N 129°05′E / 41.30, 129.08, ubicadas en el condado de Kilju, donde se encuentra la zona de pruebas atómicas de Punggye-ri.
El país socialista declaró que no sería un país como Irak, Afganistán o Libia quienes por no contar con capacidad disuasiva fueron invadidos por Estados Unidos. Corea del Norte justificó su programa nuclear considerándolo una medida de defensa propia con la que garantizaba su soberanía contra las políticas de Estados Unidos, apoyadas por su aliado, Corea del Sur. El país realizó la prueba atómica pese a las restricciones del Consejo de Seguridad de la ONU.
El gobierno de Corea del Norte se separó del Tratado de No Proliferación Nuclear. El gobierno chino declaró que no abandonaría a Corea del Norte a pesar de respaldar las sanciones, ya que según China las sanciones del Consejo de Seguridad de la ONU no eran la vía adecuada para resolver el conflicto y la solución correcta era mantener negociaciones y atender a las preocupaciones de todas las partes implicadas de una forma equilibrada.

## Ejercicios militares de Corea del Sur y Estados Unidos

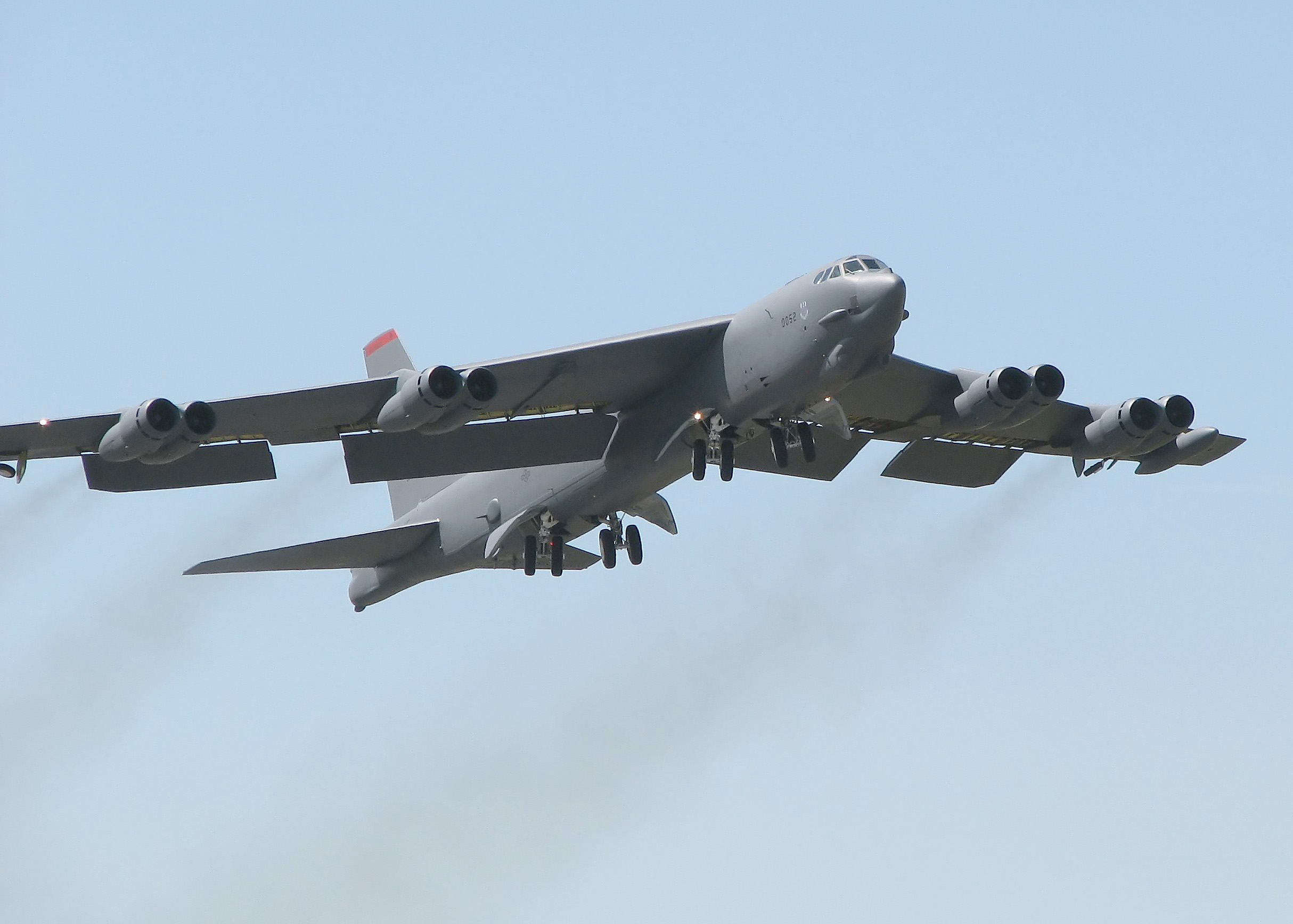
Imagen de un B-52, tipo de avión utilizado durante los ejercicios militares conjuntos

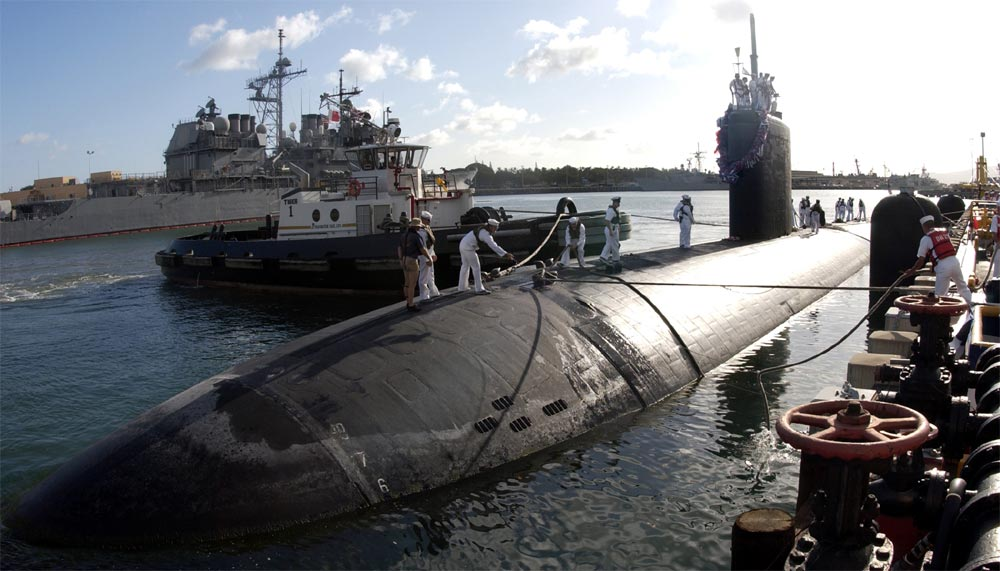
Imagen del USS Cheyenne SSN-773, el submarino que tuvo participación en las maniobras Foal Eagle

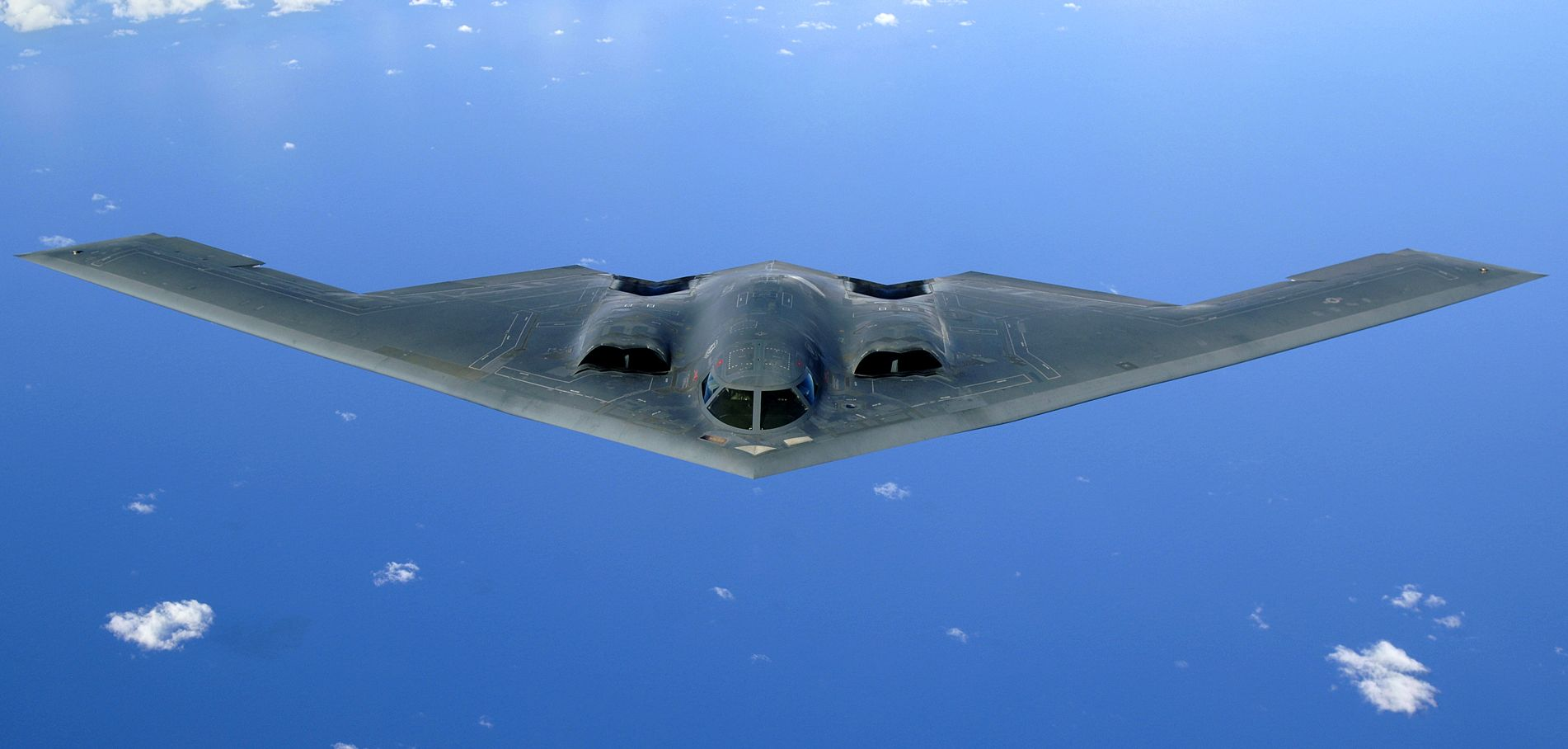
Un B-2 volando sobre el Océano Pacífico.

A comienzos de marzo de 2013, Corea del Sur y Estados Unidos iniciaron las maniobras militares que realizan anualmente en conjunto. Más de 10 000 efectivos surcoreanos y 3.000 estadounidenses se reunieron en distintos lugares de Corea del Sur e iniciaron ensayos bélicos.
Los ejercicios militares conjuntos Key Resolve y Foal Eagle de los ejércitos estadounidenses y surcoreanos se diferencian de los realizados en años anteriores por ser orquestados y ejecutados por la junta de estado mayor de Corea del Sur. El gobierno norcoreano denunció que las maniobras militares conjuntas de EE. UU. y Corea del Sur son ejercicios orientados con fines de provocación contra Corea del Norte para desatar una guerra nuclear. Corea del Norte considera que las medidas de autodefensa tomadas son necesarias para enfrentar la amenaza imperialista, ya que sostienen que los ejercicios bélicos Key Resolve y Foal Eagle son una amenaza contra el territorio norcoreano y un entrenamiento para una futura invasión norteamericana-surcoreana contra Norcorea, que según algunos analistas forma parte de un plan de seis puntos del Pentágono para una guerra global.
El 18 de marzo George Little, portavoz del Pentágono, reveló que el 8 de marzo bombarderos estratégicos B-52 sobrevolaron la península de Corea como parte de las maniobras militares. Little declaró que:

«Estamos llamando la atención al hecho de que hemos ampliado las capacidades de disuasión, que creemos que son importantes de demostrar a raíz de la reciente retórica de Corea del Norte.»

Frente a esto Kim Min-seok, el portavoz del Ministerio de Defensa surcoreano dijo:

Como Corea del Norte amenazó con atacar a Corea del Sur con armas nucleares, el ejercicio con la participación de los B-52 es significativo, ya que demuestra el compromiso de EE. UU. para ofrecer su paraguas nuclear en la península coreana

Ashton Carter, el subsecretario de Defensa de Estados Unidos ratificó lo dicho al mencionar que: "Nos mantenemos firmes en nuestro compromiso de la disuasión extendida ofrecida por el paraguas nuclear de EE. UU.", a lo que agregó que todos los recursos militares de estadounidenses "estarán a disposición de nuestros aliados".
El 20 de marzo, la agencia de noticias surcoreana Yonhap dio a conocer que desde el 13 de marzo, el submarino USS Cheyenne participa en los maniobras conjuntas «Foal Eagle». Agregó que lleva "misiles de crucero de largo alcance capaces de atacar objetivos en tierra desde el mar" aunque "no lleva a bordo misiles nucleares".
El representante del Ministerio de Relaciones Exteriores de Corea del Norte declaró que la realización de los vuelos del B-52 es «una provocación imperdonable», pues ocurren justo cuando las dos Coreas están «al borde de la guerra». También afirmó que Pionyang está vigilando las maniobras y anunció un "contraataque militar fuerte” en caso de que los B-52 vuelvan a pasar sobre la península.
El 28 de marzo, Estados Unidos desplegó dos bombarderos B-2 Spirit —con capacidad para portar cabezas nucleares— para participar en los ejercicios militares conjuntos con Corea del Sur. Las declaraciones de Pionyang y el aumento de actividad misilística de Corea del Norte se incrementaron en respuesta al sobrevuelo de aviones estadounidenses B-2 Spirit sobre la península coreana pese a las anteriores advertencias norcoreanas de una respuesta militar si EE. UU. seguía interfiriendo en la región.

## Resolución 2094 del Consejo de Seguridad de la ONU
Días después de la prueba nuclear, Estados Unidos y sus aliados en Naciones Unidas, se pusieron de acuerdo con dar más sanciones a Corea del Norte por la supuesta amenaza que este país significa para el mundo.
En ese contexto, Estados Unidos y China se pusieron de acuerdo para aprobar en el Consejo de Seguridad lo que la embajadora norteamericana en la ONU, Susan Rice, ha calificado como “el paquete de sanciones más duro que jamás haya impuesto Naciones Unidas”; ya que se dificultan aún más las actividades comerciales de Corea del Norte, se obstaculizan sus movimientos financieros, se refuerzan los poderes para que otros países inspeccionen la carga de los barcos norcoreanos y se limitan las capacidades de los diplomáticos de ese país en el mundo, todo lo cual confirma los alegatos de Corea del Norte acerca de que es EE. UU. y sus aliados del Consejo de Seguridad de la ONU los que dificultan la situación económica de Norcorea con bloqueos y sanciones. El embajador de China en la ONU, Li Baodong, dijo que esta resolución “refleja el punto de vista y la determinación de la comunidad internacional”.
Para el gobierno de Pionyang estas sanciones constituyen, sin embargo, un verdadero "acto de guerra", y se siente legitimado a actuar en consecuencia. Según un artículo del diario El País, anticipándose a la votación en Nueva York un portavoz del Ministerio de Relaciones Exteriores norcoreano, presuntamente citado por la agencia oficial de ese país, KCNA, declaró que estaban libres de atacar a sus enemigos:

“Puesto que Estados Unidos se dispone a desatar una guerra nuclear, nuestras fuerzas armadas revolucionarias tienen el derecho de lanzar un ataque nuclear preventivo para destruir los bastiones de los agresores y defender a nuestro país”.

## Anulación del armisticio entre Corea del Norte y del Sur

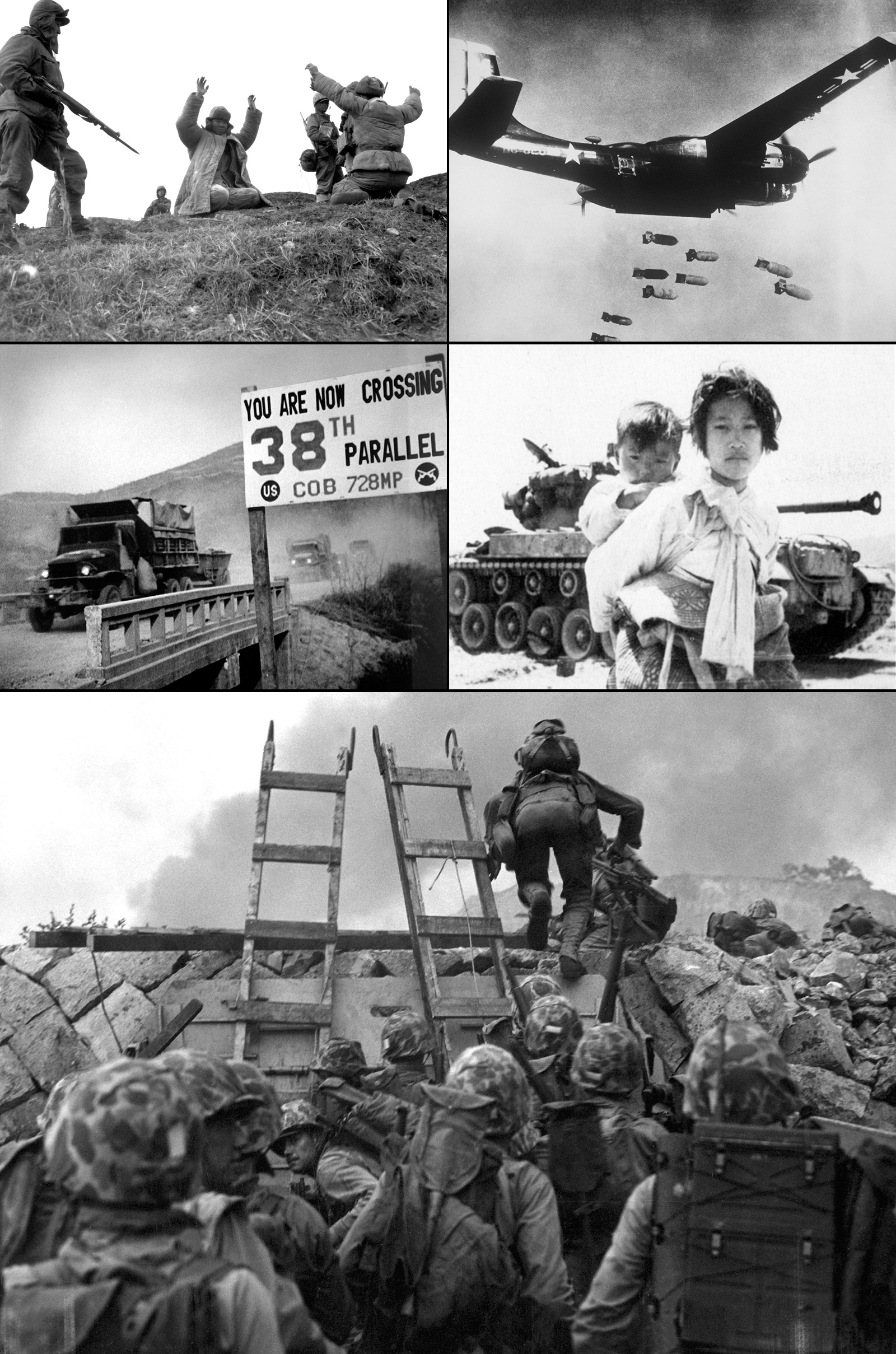
Guerra de Corea, acontecida entre 1950 y 1953. El Tratado de No Agresión que finalizó el conflicto, dejó de ser válido el 11 de marzo de 2013.

El 8 de marzo de 2013, en respuesta a las sanciones dadas por la ONU, Corea del Norte anunció la anulación del acuerdo de no agresión con Corea del Sur que puso fin a las hostilidades en la guerra de Corea.
Las potencias occidentales consideran este hecho como una inmensa amenaza para Corea del Sur, pues la anulación del armisticio implicaría la posibilidad de que ambos países se involucren nuevamente en una situación de guerra de estar expuestos a un ataque. Consideran que el más amenazado sería Corea del Sur, ya que su vecina del norte habría adoptado un sistema nuclear ofensivo que estaría amenazando al país. Sin embargo, Corea del Sur realiza constante movimiento de tropas y recibe apoyo financiero y ayuda militar de Estados Unidos y la OTAN. Norcorea, al contrario, no cuenta con ninguna alianza militar; de los dos aliados más importantes de los norcoreanos en el pasado (Unión Soviética y China) la URSS está disuelta y su heredera, Rusia mantiene un sistema político contrario al del socialismo; mientras que China, la aliada más importante de Corea del Norte, está cada vez más distanciada de las políticas socialistas que caracterizan a Norcorea.
Corea del Norte ha denunciado que EE. UU. busca desatar la guerra en la Península de Corea, y que la suspensión del Acuerdo de Armisticio se debe precisamente a que EE. UU. y Corea del Sur lo han violado permanentemente al realizar maniobras militares conjuntas que amenazan la seguridad de Corea del Norte.
Oficialmente, el armisticio quedó anulado el 11 de marzo de 2013, cuando la Comandancia Suprema del Ejército Popular de Corea declaró al periódico norcoreano Rodong Sinmun que el Acuerdo de Armisticio que se venía manteniendo formalmente quedaría invalidado a partir del 11 de marzo de 2013 debido a los últimos y más recientes ejercicios militares conjuntos "Key Resolve" y "Foal Eagle" perpetrados por los ejércitos de Estados Unidos y Corea del Sur en la península coreana. Cabe señalar que Corea del Norte ya había anunciado el 4 de julio de 2012 que era necesario ponerle fin al Acuerdo de Armisticio ya que no ha servido más que para justificar la injerencia militar de Estados Unidos en la región y sus consecuentes presiones militares, con la salvedad que en aquellas anteriores declaraciones el gobierno norcoreano había anunciado que se proponían invalidar el Acuerdo de Armisticio pero para reemplazarlo por un tratado de paz definitivo, el cual ya había sido petitorio por parte de Pionyang con anterioridad.
Este hecho, además, rompe todas las relaciones entre el Norte y el Sur, convirtiéndolos nuevamente en directos rivales. El Comité para la Reunificación Pacífica de Corea ha declarado que Corea del Norte “deroga todos los acuerdos de no agresión alcanzados entre el Norte y el Sur” además de que “cortará inmediatamente la línea de comunicación directa Norte-Sur” y cerrará el punto de intercambio de Panmunjom, en la zona desmilitarizada.

### Preparación militar de Corea del Norte
El 10 de marzo de 2013, luego de anular el armisticio y ante las maniobras bélicas que iniciaron Corea del Sur y Estados Unidos, el país socialista dijo que su ejército se encontraba preparado para una eventual "guerra total" y que ante cualquier provocación atacarían. Las autoridades norcoreanas aseguraron que sus soldados solo estaban esperando la orden para actuar; dando por hecho que las acciones conjuntas de sus enemigos son un plan de invasión.
Además, se enfatizó que las armas nucleares también entran en juego y que se utilizarán si es necesario.
El gobierno norcoreano considera que Estados Unidos y Corea del Sur ensayan militarmente para invadirlos: en un comunicado publicado por el periódico Rodong Sinmun señaló que: "Nuestra línea de vanguardia militar, la armada, la marina y las fuerzas aéreas, las unidades antiaéreas y las unidades de cohetes estratégicos, que ya se encuentran en la fase de guerra sin cuartel, aguardan la orden final para atacar". El 11 de marzo de 2013, el gobierno de Pionyang anunció que inmediatamente que inicien ejercicios navales de provocación de las fuerzas navales de Estados Unidos, Corea del Sur, Japón y Australia quedará invalidada el Acuerdo de Armisticio de guerra o tregua firmada en 1953 con Estados Unidos.
Corea del Norte estaría realizando grandes maniobras militares cerca de la frontera intercoreana en respuesta a los ejercicios que EE. UU. y Corea del Sur vienen realizando en la frontera con Norcorea. El Ministerio de Defensa surcoreano dijo el gobierno norcoreano efectuaría lanzamientos de misiles de corto alcance hacia objetivos simulados, o que lleve a cabo algún otro tipo de provocación militar.
Además la agencia de noticias KCNA denunció que Estados Unidos ha incumplido los tratados bilaterales que se habían firmado sobre proliferación nuclear y que los rumores difundidos por Washington y Seúl acerca de una supuesta provocación del Corea del Norte hacia EE. UU. y Corea del Sur son mentiras puras y continuas.

## Incremento del poder bélico de Estados Unidos

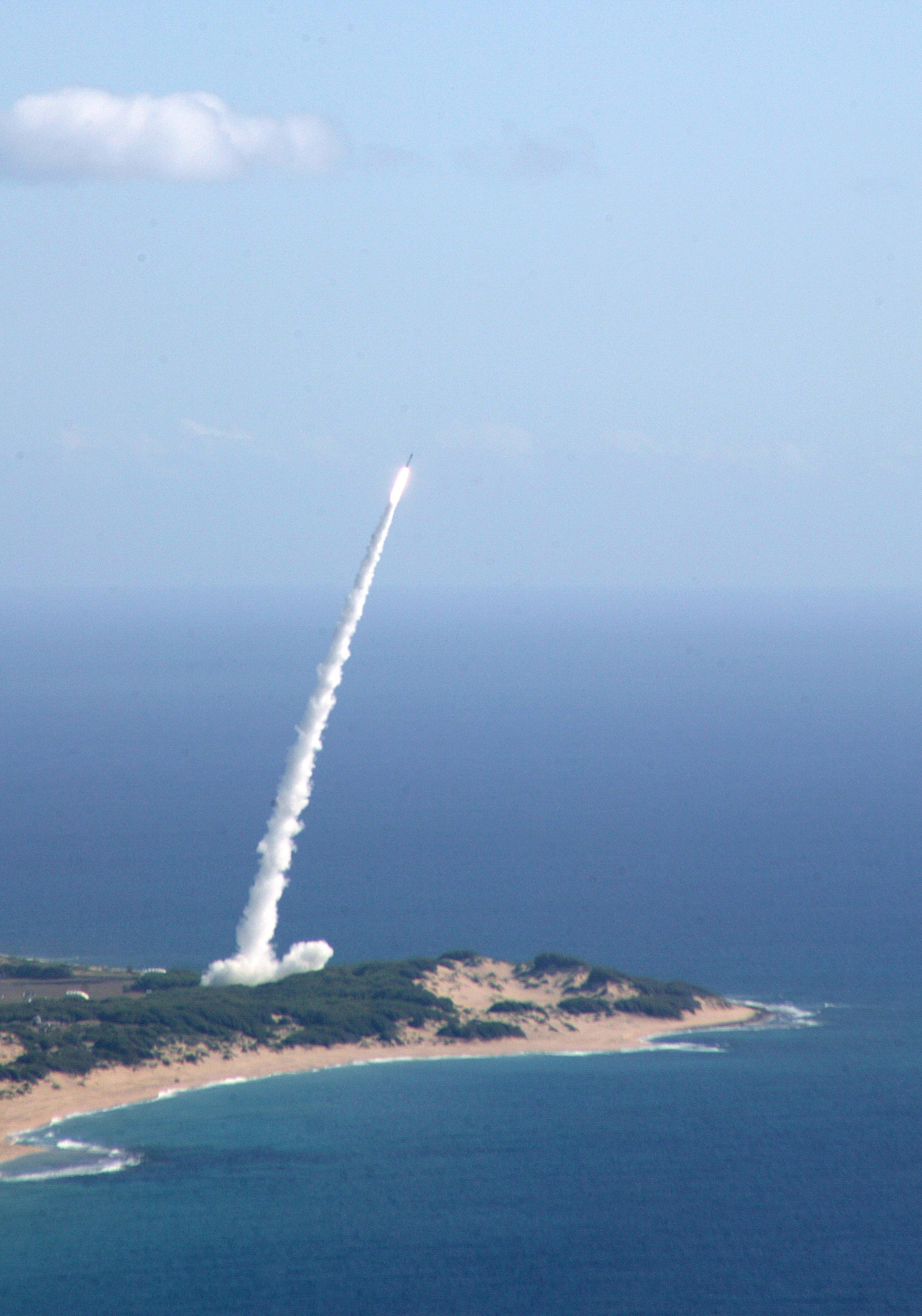
Misil Balístico Intercontinental lanzado desde el Océano Pacífico por la Marina de los Estados Unidos durante una prueba del Escudo Antimisiles, en 2007.

Antes de la crisis Estados Unidos ya tenía un total de 30 sistemas antimisiles en Alaska y Florida, y el 1 de marzo el gobierno de Obama anunció que se instalarán 14 misiles interceptores con base en tierra en el estado de Alaska acorde a las declaraciones de El Pentágono donde se anunció que el refuerzo de misiles estadounidense se debe a que el ejército de Corea del Norte estaría progresando más rápido de lo esperado.
Según el periódico The New York Times, la instalación de misiles adicionales en la costa oeste de EE. UU. tendrá un costo de 1000 millones de dólares, pese a que El Pentágono sufrirá un recorte de presupuesto de 46 000 millones de dólares. El jefe del Pentágono, Chuck Hagel, informó que se desplegarán nuevos complejos antimisiles en Alaska, California y Japón, entre otros sitios de las costas del pacífico, detallando que en Japón se colocará una estación de radares. Se estima que la panopia completa deberá estar finalizada para el año 2017, por lo que se reducirá el presupuesto del escudo antimisiles europeo para economizar gastos y destinarlos a reforzar la barrera antimisiles en la región Asia-Pacífico. Por otro lado, el responsable de política del Departamento de Defensa de EE. UU., James Miller, detalló que el Pentágono estaba iniciando estudios de impacto medioambiental con el objetivo desplegar en tres lugares específicos más bases de interceptores en caso de necesidad.
El 17 de marzo, Corea del Norte avisa que Japón podría ser uno de los objetivos de los lanzamientos de misiles desde el país del norte peninsular, debido al anuncio de sanciones adicionales al gobierno norcoreano por parte del país nipón a las ya entregadas por la ONU.
Según el investigador Xavier Boltaina del Centro de Investigaciones Coreanas de la Universidad Complutense de Madrid, Corea del Norte en realidad no es una amenaza para Estados Unidos y el verdadero motivo del despliegue militar de EE. UU. se debe a que la zona de China, Japón, Corea del Sur, Corea del Norte, y la Federación Rusa es una región emergente económicamente y los estadounidenses usan como excusa a Corea del Norte para defender sus propios intereses ya que tienen miedo de perder su protagonismo en la región. Además, se suman las declaraciones de la exagente del MI5 Annie Machon, quien declaró que es poco probable que Irán y Corea del Norte sean amenazas reales para EE. UU. y que el despliegue militar del país norteamericano se debe a que el verdadero objetivo de Washington es el control de los recursos naturales del Ártico.
Por otro lado, el delegado norcoreano y único representante occidental de Corea del Norte, Alejandro Cao de Benós de Les y Pérez ha declarado en una entrevista a la cadena Russia Today que cualquier provocación por parte de Washington será el disparador para una guerra total, aunque su país desea la paz pero no se arrodillará ante EE. UU. para conseguirla.

### Reacción civil en Corea del Sur
El 18 de febrero, los legisladores Shim Jae-chul y Yoo Ki-june del partido Saenuri propusieron la adquisición de armas nucleares durante una reunión con los dirigentes del partido. Shim Jae-chul dijo: "Nuestra seguridad ha de basarse en el equilibrio del miedo". Además, informó que considera posible el retorno a Corea del Sur de armas nucleares tácticas estadounidenses. El diputado Yoo Ki-june respaldo lo dicho por Jae-chul, mencionando que en caso de emergencia las armas nucleares permitirían atacar preventivamente a las instalaciones más relevantes de Corea del Norte. Además, Ki-june propuso eliminar la norma introducida recientemente con el consentimiento de EE. UU que impide a los misiles balísticos surcoreanos sobrepasar los 800 kilómetros del alcance.
Por su parte, el 18 de marzo, Chung Mong Joon, también miembro del Saenuri dijo que

«Nosotros, el pueblo coreano, hemos sido engañados por Corea del Norte durante los últimos 20 o 30 años y es hora de que Corea del Sur afronte la realidad y haga lo que debe hacer. La disuasión nuclear puede ser la única respuesta. Tenemos que tener capacidad nuclear»

Esta opinión tiene una acogida amplia en la sociedad coreana, como se ve reflejado en una encuesta elaborada por el Instituto de Estudios Políticos Asan: el 66% de los surcoreanos apoya el desarrollo de un programa de armas nucleares.
Por otro lado, desde que Corea del Norte declarara nulos los acuerdos de no agresión con su vecino del sur, hubo un gran incremento en la compra de conservas dentro las tiendas y supermercados surcoreanos.
Los ciudadanos de Corea del Sur reaccionaron de diversas maneras debido a la actividad militar estadounidense en la región: mientras que por un lado hubo manifestaciones de grupos pacifistas que se oponen a la presión militar incluso del propio ejército surcoreano a causa de que dicha política hostil agravaría el conflicto con el norte, por otro lado hubo manifestaciones de sectores más conservadores y afines al gobierno que no solo apoyan la acción militar conjunta entre Estados Unidos y Corea del Sur sino que además expresaron su rechazo al gobierno norcoreano quemando pancartas en la que estaban presentes imágenes del líder norcoreano Kim Jong-un y otras con imágenes de la bandera de Corea del Norte. Si bien en Norcorea son habituales las manifestaciones en oposición al gobierno surcoreano, los norcoreanos nunca han quemado la bandera de Corea del Sur en sus manifestaciones. El líder del grupo manifestó:

"Norcorea ha estado amenzándonos y el gobierno debería estar listo para un fuerte contraataque".

### Plan conjunto de Estados Unidos y Corea del Sur

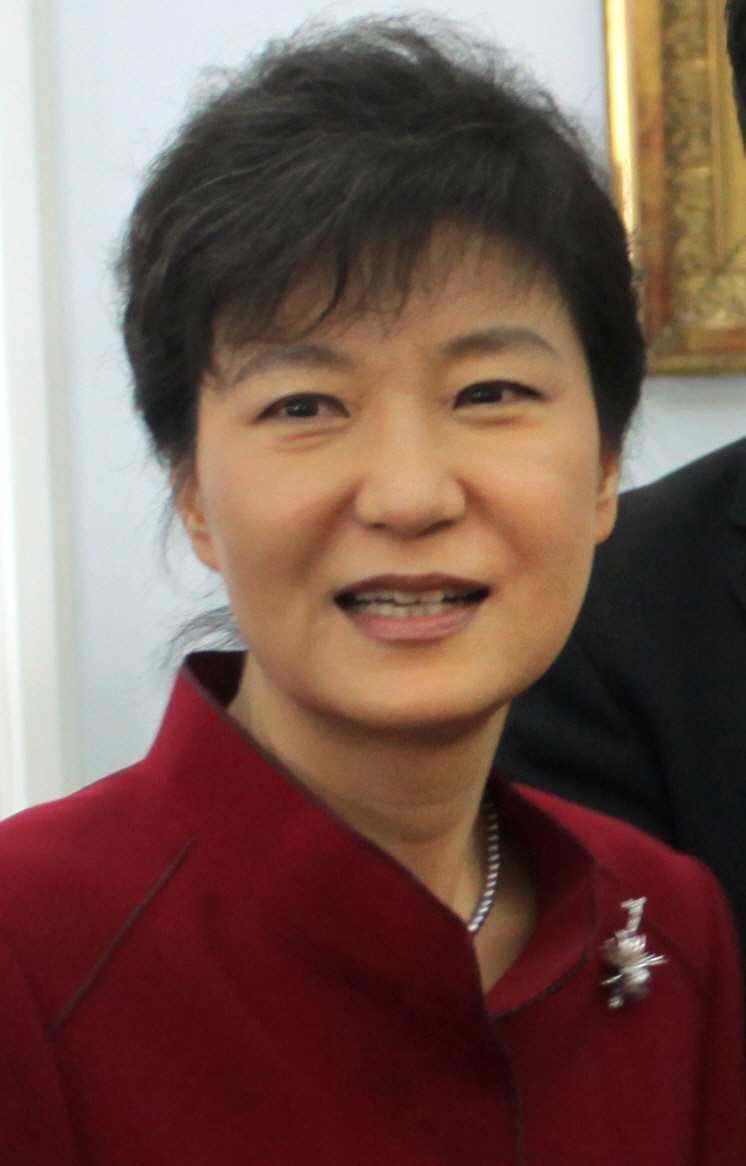
Park Geun-hye presidenta de Corea del Sur.

El 24 de marzo, los ejércitos de Estados Unidos y Corea del Sur, representados por el jefe del Estado Mayor Conjunto de las Fuerzas Armadas de Corea del Sur, el general Jung Seung-jo y el jefe de las tropas estadounidenses en Corea del Sur, James D. Thurman firmaron un plan denominado "Plan Conjunto Contra Provocación".
Al respecto del plan, el Comando de Fuerzas Conjuntas de Estados Unidos y Corea del Sur informó:

«Al completar este plan, hemos mejorado nuestra postura conjunta de preparación para que nos permita responder de manera inmediata y decisiva a cualquier provocación de Corea del Norte. El plan completo incluye los procedimientos de consulta y acción para permitir una repuesta conjunta fuerte y decisiva de la República de Corea y EE. UU. a las provocaciones y las amenazas de Corea del Norte.»

Concorde a este documento, el ejército surcoreano tendrá un rol más activo en la toma de las contramedidas respecto a Pionyang durante la primera etapa. Los oficiales militares surcoreanos también afirmaron que EE. UU. proporcionará refuerzos tanto desde de Corea del Sur como desde Japón y otros países de la región que están dentro del Comando del Pacífico de Estados Unidos en caso de un incremento de las amenazas de Norcorea. El 2 de abril de 2013 el Depeartamento de Defensa de los Estados Unidos envió dos buques de guerra a la península coreana bajo el pretexto de participar en las maniobras militares conjuntas con Corea del Sur. Las naves de guerra en cuestión son el USS Fitzgerald, que según un alto funcionario militar estadounidense debería haber vuelto a la base naval en Japón de donde partió después de haber participado en las maniobras combinadas con Corea del Sur, pero no obstante permanece aún en el suroeste de la península coreana; y el destructor John McCain, dotado de un sistema antimisiles equipado con radares y cohetes. Además, El Pentágono trasladó a la península la plataforma naval SBX-1 que cuenta con un radar destinado a “monitorear movimientos militares del país asiático”. La movilización de estos destructores se une al contingente de aviones de guerra F-22 Raptors que el Departamento de Defensa ya había enviado la semana anterior a Corea del Sur, también como “parte de ejercicios militares con los países del sur de Asia”. Por su parte, el líder norcoreano Kim Jong-un habría dado órdenes secretas a sus tropas en la frontera con Corea del Sur de no abrir fuego primero, con el fin de no ofrecer pretexto a Corea del Sur y EE. UU. para lanzar un ataque de represalia.
Según un informe de la agencia japonesa Kyodo, EE. UU. estaría considerando desplegar aviones no tripulados para espiar a Corea del Norte. Los drones Global Hawk destacados en Guam serían trasladados a la base Misawa en Japón desde donde Washington y Seúl aumentarían la vigilancia sobre las instalaciones en las que presuntamente Pionyang alberga misiles de medio-largo alcance Musudan cuyo alcance se estima en unos 4.000 kilómetros, teniendo capacidad para llegar tanto a las bases estadounidenses en Guam como en territorio japonés. Según apuntan medios nipones, la escalada de tensión en la península coreana motivó el operativo de los drones, luego de que Pionyang anunciara que no podrá garantizar la seguridad de diplomáticos extranjeros en su territorio a partir del 10 de abril, aunque por el momento la escalada de tensión se corresponde más con una guerra mediática en los medios propagandísticos de ambos bandos. Corea del Norte y Estados Unidos no mantienen relaciones diplomáticas; no obstante y de manera extraoficial, el baloncestista de la NBA Dennis Rodman visitó Corea del Norte junto a los Harlem Globetrotters durante los últimos días de febrero y la primera semana de marzo, y luego de una reunión informal con Kim Jong-un, Dennis Rodman aseguró que el líder norcoreano no quiere ninguna guerra con Estados Unidos.

## Propaganda bélica

### Norcoreana
Norcorea ha publicado una serie de videos propagandásticas posteriores a la prueba nuclear, todos difundidos en Uriminzokkiri, un portal oficial norcoreano:
El 20 de febrero, un vídeo de aproximadamente un minuto y medio de duración titulado 《미국의 '덕' 이다》 ("Virtud" de los Estados Unidos) en el que se pueden observar secuencias de imágenes envueltas en llamas que retratan a soldados estadounidenses y al presidente de EE. UU, Barack Obama y finaliza con una posible referencia a la prueba nuclear.
El 19 de marzo, un vídeo titulado 전쟁의 아성에 불벼락치리 (Guerra Shing reinó en bulbyeorak) con una duración aproximada de cuatro minutos en el que se evidencian varios tipos de armas y equipos militares, además del Capitolio bajo la mira norcoreana y a la Casa Blanca bombardeada.
El 22 de marzo, otro vídeo de aproximadamente cuatro minutos titulado «Una corta guerra de tres días», en el que ocurre una ofensiva de artillería norcoreana contra sus semejantes del sur. Posteriormente, el ejército de Corea del Norte atraviesa la frontera por tierra y paracaidistas aterrizan en Seúl.

### Surcoreana
El 25 de marzo, mientras una escuadrilla de bombarderos B-52 estadounidenses realizaba un simulacro de ataque nuclear real a blancos simulados de Corea del Norte, medios de prensa de Corea del Sur emitieron un programa donde mostraban la operación que Estados Unidos culminó con la captura y muerte de Osama Bin Laden en el año 2011 y que en el actual plan de conjunto de Corea del Sur y Estados Unidos tiene como objetivo atentar contra el líder de Corea del Norte, Kim Jong-un, como lo hicieran con Bin Laden. La emisión también indicó que tienen una lista y el orden de destrucción con misiles de las estatuas de los líderes de Corea del Norte ubicados en Pionyang y otras ciudades, entre ellas la estatua del generalísimo Kim Jong-il.
El programa indicó que no tiene problemas en lo técnico militar y que vigila todas las actividades de Norcorea, indicando que desde ahora tendrán una política ofensiva contra Corea del Norte.

## Declaración de "estado de guerra" por parte de Corea del Norte

Rango de los misiles norcoreanos. El alcance de los misiles instalados en Corea del Sur cubren los 800km que pueden llegar a cualquier parte de Corea del Norte.

Entre el 25 al 29 de marzo bombarderos B-52 y B-2A estadounidenses con capacidad nuclear lanzaron bombas nucleares simuladas a blancos frente al mar Corea, lo que fue considerado por Pionyang como el inicio de la guerra contra su nación. El mismo 29 de marzo, Corea del Sur y Estados Unidos firmaron un pacto militar para enfrentar a Corea del Norte
El 30 de marzo, Corea del Norte declaró el inicio del "estado de guerra" y el fin del "estado de armisticio" con Corea del Sur mediante una declaración especial del gobierno, los partidos políticos y las entidades de Norcorea:

"Primero, desde ahora las relaciones entre el Norte y el Sur entran en estado de guerra y por ende todos los problemas emergentes entre ambas partes se tratarán en atención al estado de guerra. En la Península Coreana se puso fin el estado de armisticio.
Declaración especial del gobierno, los partidos políticos y las entidades de la RPDC

El gobierno norcoreano indicó que, desde ese momento, todas las acciones se resolverían como en tiempos de guerra, lo cual incluye eventuales ataques y lanzamiento de misiles. El gobierno norcoreano también lanzó una amenaza hacia los Estados Unidos si invade territorio de Corea del Norte:

Segundo, las provocaciones militares del imperio norteamericano y su camarilla títere surcoreana en cualquier zona, sea en las cinco islas del Mar Oeste de Corea, sea en la línea de demarcación militar, para prender fuego a la guerra de invasión contra la RPDC, no terminarán en conflicto local sino que se desarrollarán como guerra total, guerra nuclear.
Declaración especial del gobierno, los partidos políticos y las entidades de la RPDC

Este comunicado también afirmó que las declaraciones de Estados Unidos sobre las maniobras con bombarderos B-2 no eran más que "una excusa para ocultar su naturaleza agresiva, evadir las críticas internas y externas del país y evitar nuestra despiadada contramedida".
Ri Yong Nam, oficial del Ejército Popular de Corea, expresó que mantienen estado de alerta para proteger su soberanía ante la guerra nuclear que desea provocar los Estados Unidos y que los estadounidenses recurren a todos los medios para desencadenar la guerra nuclear en Corea. El oficial expresó que ante la orden de su Comandante Supremo, avanzarán rápidamente para aniquilar a los invasores estadounidenses del Sur de Corea y así lograr que Corea sea un solo país.
Mientras ocurría la declaración de "estado de guerra", Corea del Norte ordenó a sus tropas que se movilizaran y que ampliaran el sistema de lanzamisiles. También se informó que el gobierno norcoreano amenazó con cerrar el parque industrial de Kaesong si Corea del Sur continuaba agrediendo su soberanía. En el complejo trabajaban más de 40 000 obreros norcoreanos. No obstante, el Parque Industrial de Kaesong siguió funcionando normalmente durante el conflicto, con la salvedad de que a partir del 3 de abril de 2013 Pionyang prohibió el ingreso de los trabajadores surcoreanos a Kaesong, solo permitiendo la salida de los surcoreanos que necesitaran regresar a Seúl. Posteriormente, con la continuación de la escalada de tensiones, el gobierno norcoreano resolvió retirar también a sus trabajadores del complejo industrial, suspendiendo las actividades temporalmente y dejando la incertidumbre de si se clausurará definitivamente o si reanudará las actividades en un futuro próximo. Algunos ciudadanos de Kaesong trabajadores del complejo lamentaron públicamente la decisión del cese de actividades del parque industrial aunque responsabilizaron a Corea del Sur por su postura conflictiva hacia Corea del Norte. El 28 de mayo, el Comité para la Reunificación Pacífica de Corea anunció que Pionyang está dispuesto a reanudar conversaciones con funcionarios y empresarios surcoreanos sobre la posible reapertura del complejo industrial de Kaesong. Por su parte, el Ministerio de Unificación de Corea del Sur respondió que primero deberían mantenerse conversaciones a nivel gubernamental entre ambas naciones ya que los empresarios no tienen autoridad para tratar el tema.

### Respuesta de Corea del Sur
Después de la declaración de "estado de guerra", la recién electa presidenta de Corea del Sur, Park Geun-hye, respondió firmemente al hecho y anunció que estaban preparados para cualquier ataque y, de ser necesario, para una ofensiva. Al mismo tiempo, Seúl confirmó nuevas maniobras militares conjuntas con Estados Unidos.
El país del sur también incrementó su milicia y sus sistemas defensivos y ofensivos, además de prometer una dura respuesta a Corea del Norte ante un eventual ataque. Luego de esto, Estados Unidos aumentó su ayuda a la región y ambas naciones aumentaron sus entrenamientos militares. La presidenta surcoreana también insistió en la necesidad de "proteger al pueblo" y de no seguir aguantando más amenazas de su enemigo.

## Propuestas de diálogo
El 11 de abril en una conferencia, el presidente de Estados Unidos, Barack Obama, pidió a Corea del Norte detener las amenazas de guerra contra Corea del Sur y Estados Unidos y que trabajaría diplomáticamente para reducir las tensiones con Corea del Norte, aunque tomaría "todas las medidas necesarias" para proteger sus intereses y los de sus aliados. Obama expresó que Corea del Norte debe abandonar su postura beligerante ya que nadie quiere ver un conflicto en la península de Corea. El 14 de abril el Secretario de Estado estadounidense John Kerry, reiteró la disposición de su país para dialogar con Corea del Norte y buscar una solución pacífica, aunque se declaró listo para defender a Corea del Sur y Japón ante una posible guerra. Estados Unidos "hará lo que sea necesario" para defender a sus aliados, Japón y Corea del Sur, la idea predominante es "negociar, sentarse en la mesa y encontrar una forma de que la región este en paz" afirmó Kerry.
El 18 de abril, el Departamento Político del CDN de la RPDC publicó una declaración, donde plantean las condiciones para el diálogo y el inicio de desnuclearización, las cuales son:

- Cesar de los actos provocativos contra la RPDC y disculparse por estos actos, los cuales iban contra el fundador de la RPDC.

- Revocar las sanciones del Consejo de Seguridad de la ONU que fueron inventadas como pretexto.

- Dejar de culpar a la RPDC por denuncias falsas sobre el hundimiento del buque “Cheonan” y el “caso del 20 de marzo”.

- No realizar simulacros nucleares con el fin de amenazar a la RPDC, ya que éstos cierran más las puertas del diálogo.

- Retirar todos los elementos nucleares del sur de Corea y su alrededor.

La RPDC propone que con el retiro de los medios nucleares en el sur de Corea se iniciará la desnuclearización en la península coreana. La RPDC ofrece a la presidenta del sur de Corea sus propias fuerzas nucleares como patrimonio común de toda Corea, en vez de las armas estadounidenses las cuales han concluido en la división de Corea.
El 19 de abril se dio a conocer que Japón y Estados Unidos rechazaron dialogar con la República Popular Democrática de Corea. La exigencia de Tokio y Washington pasa por la desnuclearización de la parte norte de la península coreana..

## Nuevos lanzamientos de misiles
El 18 de mayo de 2013, Corea del Norte lanzó tres misiles de corto alcance frente a su costa, lo que despertó la polémica inmediatamente en todo el mundo. Corea del Sur aseguró que esto es preocupante y que su país sigue vigilando las maniobras del norte. El mismo día, el periódico norcoreano Rodong Sinmun denunció que EE. UU. planea realizar un ensayo de lanzamiento de un misil balístico intercontinental Minuteman-3 desde la Base Vandenberg de la Fuerza Aérea en California, lo cual según las autoridades norcoreanas es un intento de intimidación. Por su parte, las autoridades surcoreanas desplegaron decenas de misiles Spike de fabricación israelí en las islas Baengnyeong y Yeonpyeong, según informó la agencia surcoreana Yonhap.
El 19 de mayo, Corea del Norte volvió a lanzar un misil, pero éste, aunque de mayor alcance, fue disparado en dirección noreste hacia el Mar de Japón, lejos del territorio surcoreano. Este acto provocó aún más las negativas de sus enemigos; los surcoreanos los tildaron como una "deplorable provocación" y llamó a la comunidad internacional a responder. Estados Unidos, en tanto, llamó a parar las acciones y las Naciones Unidas instó a Corea del Norte a abstenerse de nuevos lanzamientos. Un nuevo misil de corto alcance fue disparado al día siguiente, ante lo cual el canciller ruso, Serguéi Lavrov declaró que Corea del Norte tiene derecho a realizar estas pruebas misilísticas ya que dichos misiles de corto alcance carecen de trayectoria balísitca y por lo tanto Norcorea no está en infracción ya que no se le ha prohibido lanzar este tipo de misiles. El embajador norcoreano en Moscú, Kim Yong Jae, declaró que Corea del Norte se ve obligada a tomar este tipo de medidas de represalia en respuesta a la fuerte intensificación de las acciones de provocación por parte de EE. UU. y Corea del Sur.
El 22 de mayo, Japón anunció que está considerando la posibilidad de renovar el diálogo con Corea del Norte. Posteriormente, el 24 de mayo, el jefe del Departamento Político del ejército norcoreano, Choe Ryong Hae, se reunió con el presidente chino Xi Jinping y le entregó una carta personal del líder norcoreano Kim Jong-un. Según la agencia Yonhap, Corea del Norte exhorta a retomar las conversaciones a seis bandas sobre la desnuclearización de la península coreana.
El 29 de mayo, el periódico norcoreano Rodong Sinmun publicó un anuncio del gobierno de Corea del Norte donde hace un llamamiento a reemplazar el armisticio de Panmunjom por un tratado de paz definitivo, con el fin de mejorar la estabilidad en la península coreana. Al día siguiente, el 30 de mayo, los gobiernos de Corea del Sur y Estados Unidos iniciaron nuevas maniobras militares conjuntas en aguas de la península coreana, alimentando así el clima de tensión que los enfrenta a Corea del Norte, la cual considera dichos ejercicios como una “amenaza directa” a su seguridad. Las maniobras combinadas realizaron un simulacro de cruce de un río en el condado de Yeoncheon, al norte de Corea del Sur, cerca de la frontera con Corea del Norte, donde construyeron un puente temporal para trasladar sus vehículos militares, incluidos varios tanques, a través del mencionado río. El gobierno norcoreano condenó los ejercicios cerca de su frontera y los calificó como un “acto hostil” que amenaza su seguridad nacional, declarando que si Corea del Sur y EE. UU. violan la frontera marítima en disputa entre las dos Coreas podrían lanzar un ataque inmediato de represalia. Corea del Norte también reiteró su denuncia contra Estados Unidos acusándolo de dificultar los esfuerzos para firmar un nuevo tratado que traiga la estabilidad a la Península de Corea. Entretanto, Estados Unidos anunció que por primera vez en la historia Corea del Sur obtendrá el derecho de encabezar las tropas conjuntas en caso de guerra, ya que hasta el momento el comandante de las fuerzas militares de EE. UU. en Corea del Sur automáticamente obtenía el control de las tropas surcoreanas en caso de una guerra con Corea del Norte.

## Reinicio de conversaciones bilaterales
El 6 de junio el gobierno de Corea del Norte anunció la propuesta de reiniciar conversaciones bilaterales con el gobierno de Corea del Sur, el cual aceptó dicha proposición para reanudar las relaciones entre los dos países. Entre las propuestas norcoreanas se incluían la reapertura del parque industrial de Kaesong y el programa turístico para la montaña Kumgang, además de la disposición de reabrir los canales de comunicación y reunir a las familias separadas. El gobierno de Pionyang proponía además organizar un evento conjunto para conmemorar el 41 aniversario del acuerdo de cooperación entre las dos Coreas. En la propuesta se decía que el lugar y la fecha de las conversaciones los podía ofrecer Corea del Sur, el cual aceptó la propuesta y ofreció que las conversaciones tengan lugar el 12 de junio en Seúl. El 9 de junio representantes de las dos Coreas se reunieron en la aldea de Panmunjom y acordaron que las autoridades de los gobiernos de ambos países se citarán durante dos días (miércoles y jueves) en Seúl, según confirmó el Ministerio de Unificación surcoreano, aunque por el momento no coordinaron posturas sobre la agenda y las autoridades participantes. Debido a ésta falta de acuerdos sobre los funcionarios participantes, la reunión cumbre entre ambos países fue cancelada. Según la agencia Yonhap un funcionario surcoreano no identificado reconoció que Corea del Norte no estaba de acuerdo con que el gobierno surcoreano enviara a un viceministro como líder de la delegación y que las partes tampoco han acordado de momento buscar una nueva fecha para la reunión, aunque destacó que "el Gobierno surcoreano está abierto al diálogo y espera una respuesta positiva y sincera de Corea del Norte". Por su parte Corea del Norte ha acusado al gobierno surcoreano de "crear obstáculos" que provocaron el fracaso del intento de establecer negociaciones bilaterales, que habrían sido las primeras en los últimos seis años, según informa la agencia KCNA. Cuando Pionyang ya estaba a punto de enviar su delegación a Seúl, se enteró de que Corea del Sur había puesto al frente del grupo de diálogo a un viceministro y no a un ministro.
"El inmoral y provocador comportamiento del grupo de marionetas nos hizo pensar una vez más" si sería posible el éxito de cualquier negociación entre las dos Coreas, asegura el comunicado de la agencia.
El diálogo previsto para el 12 y el 13 de junio pretendía ser un paso hacia la resolución de la crisis de las relaciones bilaterales que amenazó incluso con convertirse en una guerra nuclear.
 La comunicación telefónica entre Seúl y Pionyang fue restablecida el 3 de julio.

## Reacciones internacionales
- Estados Unidos: Caitlin Hayden, la portavoz del Consejo Nacional de Seguridad de Estados Unidos dijo: "Hemos visto informes sobre un nuevo y negativo comunicado de Corea del Norte. Tomamos en serio estas amenazas y estamos en contacto permanente con nuestros aliados de Corea del Sur". También dijo que su país continuaría "adoptando medidas adicionales contra la amenaza de Corea del Norte", como el refuerzo adicional de la barrera antimisiles del Pacífico.

- Corea del Sur: Un comunicado del Ministerio de Reunificación de Corea del Sur, aseguró que "la declaración de Corea del Norte no es una amenaza nueva, sino la continuación de sus amenazas provocadoras".[120] Por su parte, el Ministerio de Defensa dijo que las fuerzas armadas de su país "siguen con atención los movimientos militares de Corea del Norte y la castigarán en caso de provocación".[121]

- Corea del Norte: El 1 de enero de 2013, el líder norcoreano Kim Jong-un anunció en su discurso de año nuevo que exhortaba a Corea del Sur a ponerle punto final a la confrontación entre ambas naciones,[122] sin embargo, tras las sanciones del Consejo de Seguridad de la ONU por el lanzamiento del satélite Kwangmyongsong-3, Corea del Norte realizó su tercera prueba nuclear y la cancillería declaró el 12 de febrero que se trata de una respuesta a las hostilidades de EE. UU. contra el país,[123] tras lo cual la escalada del conflicto fue aumentando hasta llegar a los ejercicios militares combinados entre EE. UU. y Corea del Sur, sobre los cuales El portavoz de la Comandancia Suprema del EPC denunció el 21 de marzo que los ejercicios Key Resolve y Foal Eagle de EE. UU. en Corea del Sur son los responsables de llevar el conlifcto a la península y que se tomarán como blanco las islas de Guam y Okinawa de donde EE. UU. despliega sus flotas de bombarderos B-52 y submarinos nucleares.[124] Finalmente, el 29 de marzo Pionyang anunció que las relaciones con el sur entraron en fase de guerra debido al incremento de las hostilidades en la península,[125] y el 30 de marzo el gobierno, los partidos políticos y otras entidades norcoreanas emitieron un comunicado anunciando cualquier provocación contra Corea del Norte por parte de EE. UU. y Corea del Sur será considerada una invasión y dará lugar a una "guerra sin cuartel" que conllevaría el uso del armamento nuclear.[126]

- China: Hong Lei, portavoz del Ministerio de Asuntos Exteriores chino, declaró que se esperaba que "las partes trabajen de forma conjunta para presionar y conseguir un cambio de tendencia de la tensa situación actual". China defendió la reanudación de las negociaciones de las "seis partes" o del "sexteto"; las cuales incluyen a las dos Coreas, China, Rusia, Estados Unidos y Japón, y han estado paralizadas desde 2008.[127]

- Rusia: Un comunicado del Ministro de Relaciones Exteriores Serguéi Lavrov expresó que: "Nuestra preocupación es que, junto con una reacción adecuada del Consejo de Seguridad, se están tomando en torno a Corea del Norte acciones unilaterales que se manifiestan en el aumento de la actividad militar: la situación se nos puede ir de las manos y caer en un círculo vicioso", además señaló que "en principio vemos de manera negativa cualquier medida de las partes que de un modo u otro aumente la tensión. Por supuesto, juzgaremos la situación no por las declaraciones belicosas -que, por cierto, no solo provienen de Pionyang-, sino por las medidas específicas que cualquiera de las partes pueda llevar a cabo. Entonces tomaremos una posición".[128] Posteriormente a la declaración de "estado de guerra" el Ministerio de Relaciones Exteriores emitió otro comunicado donde dijo que la actitud de su gobierno frente a "cualquier paso que de un modo u otro lleve a la escalada de las tensiones en la península coreana es negativa". También afirmó esperar "que todas las partes del conflicto actúen con máxima moderación y responsabilidad por el futuro de la península coreana". Añadió que está "en contacto con sus socios del sexteto por el programa nuclear de Corea del Norte con el fin de evitar que la situación se salga más allá de los límites políticos y diplomático".[129]

- Australia: Bob Carr, ministro de Exteriores, aseguró que el gobierno norcoreano "es una auténtica amenaza a la seguridad de millones de personas" y que era necesario imponerle nuevas sanciones.

- Alemania: El ministro de Exteriores, Guido Westerwelle declaró que el gobierno norcoreano "debe dejar de jugar con fuego" y que el gobierno alemán estaba colaborando con sus socios para conseguir que Pionyang "acabe con sus amenazas y abandone su programa nuclear, que está violando las normas del derecho internacional".[130]

- España: El ministro de Asuntos Exteriores y Cooperación, José Manuel García-Margallo, aseguró que la Unión Europea ha instado a Corea del Norte a entablar negociaciones con todos los países de su área para mantener "la seguridad y la estabilidad" en la zona. También dijo que "hay una enorme preocupación en España, en la Unión Europea y en todo el mundo por la carrera de provocaciones de Corea del Norte".[131]

- Francia: El gobierno francés urgió al gobierno de Corea del Norte a que evitara "toda nueva provocación" y a que cumpliera "sus obligaciones internacionales y retome rápidamente el camino del diálogo".[132]

- Reino Unido: El gobierno británico afirmó que las amenazas servirán al gobierno norcoreano "solo para aislarlo aún más" y que este solo puede perseguir sus intereses mediante el diálogo constructivo con los otros países.[132]

- México: El 30 de marzo de 2013, mediante un comunicado de la Secretaría de Relaciones Exteriores, el Gobierno Mexicano pidió al gobierno norcoreano resolver sus conflictos a través de "la vía del diálogo y la negociación" y "exhorta a todas las partes a mostrar mesura y a realizar todos los esfuerzos que se encuentren a su alcance para evitar una escalada de la presente situación y para mantener la búsqueda de una solución negociada y definitiva en la península (coreana)".[133]

- Venezuela: El presidente de Venezuela Nicolás Maduro emitió un comunicado a cargo del Ministerio del Poder Popular para Relaciones Exteriores donde se publicó que: "El Presidente Nicolás Maduro Moros, en nombre del Gobierno Bolivariano y del Pueblo Venezolano, hace votos por la Paz en la península coreana y llama categóricamente a menguar las declaraciones y acciones militaristas, que podrían llevar a ambas naciones a un nuevo conflicto bélico. Asimismo, el Gobierno Bolivariano de Venezuela expresa su profunda preocupación por la realización continua de ejercicios y pruebas militares, que solo contribuyen al incremento de las tensiones. El Gobierno de la República Bolivariana de Venezuela reitera los lazos de amistad con ambas naciones, y reafirma su compromiso con todos los esfuerzos que permitan lograr una solución pacífica al conflicto."[134]

- Costa Rica: El 3 de abril el gobierno de Costa Rica a través de un comunicado de la cancillería señalan “la urgente necesidad de retomar las conversaciones que permitan establecer las bases para generar un clima de confianza y de estabilidad en la península coreana”. Para el gobierno de Costa Rica la República Popular Democrática de Corea debe deponer su actitud beligerante, al tiempo que hace un nuevo llamado para "el pleno cumplimiento de las obligaciones establecidas en las resoluciones del Consejo de Seguridad de las Naciones Unidas", que han sido ignoradas a la fecha.[135]

- Perú: El 30 de marzo, mediante un comunicado del Ministerio de Relaciones Exteriores, el gobierno peruano se pronunció a favor del diálogo y la cooperación entre las dos Coreas y la reanudación de las conversaciones entre seis partes acerca del problema nuclear en esa zona del continente asiático.[136]

- Colombia: La cancillería de Colombia, expresó en un comunicado su condena al uso de la fuerza y el irrespeto del Armisticio de 1953. De igual manera, el Ministerio de Relaciones Exteriores de Colombia también emitió un comunicado donde "ve con profunda preocupación las recientes declaraciones y acciones de la República Popular Democrática de Corea, poniendo en riesgo la estabilidad y la paz en la Península de Corea".[137]

- Ecuador: El Ministerio ecuatoriano de Relaciones Exteriores repudió el deterioro de la situación entre Corea del Norte y Corea del Sur exigiendo que los países que posean bombas nucleares y amenazan la humanidad destruyan sus armas de exterminación masiva, solicitando también a Estados Unidos, Rusia y China a no exacerbar la tensión en la península.[138]

- Chile: Un comunicado de la cancillería instó a Corea del Norte a "bajar los aires belicistas" y retornar a "la moderación y al diálogo". Pidió que ese país "vuelva a las negociaciones de las Seis Partes, detenga su programa de ensayos nucleares así como de sus misiles balísticos y acate las sanciones impuestas y que cumpla con la Resolución 2094 /2013 del Consejo de Seguridad de la Organización de las Naciones Unidas".[139]

- Cuba: El viernes 5 de abril de 2013 el expresidente de Cuba y Líder de la Revolución Cubana, Fidel Castro se refirió a la crisis declarando que el conflicto en la península coreana es “un hecho tan increíble y absurdo”, enfatizando que toda la humanidad tiene el deber de evitar una guerra entre las dos Coreas, ya que la mayor parte de la población del planeta habita en la región Asia-Pacífico. El líder cubano señaló que Estados Unidos tiene la responsabilidad de evitar este enfrentamiento bélico, y advirtió que el estallido de una eventual guerra entre las dos Coreas significaría que “el Gobierno de Barack Obama, en su segundo mandato, quedaría sepultado por un diluvio de imágenes que lo presentarían como el más siniestro personaje de la historia de Estados Unidos”. Castro también recordó que la guerra de Corea en la década de los '50 se cobró la vida de millones de personas, y así mismo se refirió a los bombardeos atómicos lanzados por EE. UU. sobre las ciudades japonesas de Hiroshima y Nagasaki que dejaron cientos de miles de personas muertas.[140][141]